# Fédération française de pêche sportive au coup
Fédération française de pêche sportive au coup (FFPSC) est une fédération française créée en 1951 sous le nom de Fédération française de pêche au coup (FFPC), elle change de nom en 2004.
Cette fédération est agréée par le ministère de la Jeunesse et des Sports (en tant que fédération sportive) depuis le 20 janvier 2005 et par le ministère de l'Environnement (protection de la faune et de la flore).
La FFPSC est affiliée au Comité national olympique et sportif français (CNOSF), ainsi qu'à la Fédération internationale de pêche sportive en eau douce (FIPSED) sur le plan international.
La FFPSC est représentée par un comité directeur, deux groupements nationaux (GN), Carpe et Truite, 22 comités régionaux (CR) et 85 comités départementaux (CD).

## Le groupement national Carpe (GNC)
C'est certainement le plus actif des deux, tant la croissance de l'intérêt pour ce mode de pêche a été forte depuis quelques décennies, notamment chez les jeunes, de par sa technicité et sa philosophie (no-kill).
Initiée par les méthodes venues du Royaume-Uni, la pêche moderne de la carpe a fait depuis de nombreux adeptes qui ont cherché à se regrouper au sein d'associations et de clubs.
C'est pour cette raison que l'adhésion à la FFPSC se fait le plus souvent via la licence loisir (club).

## Clubs et pêcheurs au coup français de réputation internationale
Clubs :
- Team Sensas Armentières (champion du monde des clubs 2010; champion de France des clubs 2006, 2008, et 2009, vice-champion de France des clubs 2010)

Composition actuelle de l'Equipe de France:
- Didier Delannoy
- Paul-Louis Lafont
- Stéphane Pottelet
- Alain Dewimille
- Diego Da Silva
- Paolo Valore

Hommes :
- Marcel Desprès
- Gaston Dubuc
- Jean-Pierre Fougeat
- Joseph Fontanet
- Henri Guiheneuf
- Gérard Heulard
- Philippe Jean
- Raymond Legouge
- M. Mailly (champion du monde en 1955, 3e par équipes la même année)
- Michel Perdriau (champion du monde vétérans en 2009, vice-champion de France vétérans en 2007, 3e du championnat de France vétérans en 2011)
- Stéphane Pottelet
- Diego da Silva
- Robert Tesse

Femmes :
- A. Durpoix
- Isabelle Hawryhuck
- Annick Hervé
- Dominique Misseri
- Valérie Nadan
- Denise Périgois
- Sophie Perry
- Odette Tessier